# پتار آلیوشف
پتار آلیوشف (بلغاری: Петър Альошев Петров؛ زادهٔ ۱۱ مهٔ ۱۹۸۷) بازیکن فوتبال اهل بلغارستان است.